# مت میلن
مت میلْن (انگلیسی: Matt Milne؛ زادهٔ ۱۹۹۰ میلادی) بازیگر اهل بریتانیا است.

## گزیدهٔ آثار

### سینما
- خشم تایتان‌ها (۲۰۱۲)
- اسب جنگی (۲۰۱۱)

### تلویزیون
- دانتون ابی (۲۰۱۳–۱۰۱۲)